# Виктор Чанов (р. 1923)
Виктор Гаврилович Чанов е съветски футболист, вратар. Смятан за един от най-добрите футболисти в страната в годините след Втората световна война. Двамата му синове, Виктор и Вячеслав, също са футболни вратари.

## Кариера
Започва кариерата си в юношеските формации на Дзержинец (Ворошиловград). Поради началото на Втората световна война е принуден да приключи с футбола и да се присъедини към Пета ударна армия, с която достига до Потсдам, където и посреща края на войната. Виктор Чанов е участник в Сталинградската битка, а в Битката за Берлин е ранен.
В съветската окупационна зона в Германия Чанов пази за армейския отбор ГСВГ. След приятелски мач между ГСВГ и ЦДСА Москва селекционерът на московските армейци Анатолий Тарасов привлича в състава Чанов и защитника Юрий Нирков.
В тима на ЦДСА Чанов дълго време не успява да пребори конкуренцията на Владимир Никаноров. През сезон 1950 Борис Аркадиев използва двамата вратари на ротационен принцип и Виктор записва 13 срещи. Чанов за първи път в кариерата си става шампион на СССР. През 1951 г. „армейците“ защитават шампионската си титла. През 1952 г. отборът е разформирован поради слабата игра на олимпийския тим на съюза на Олимпиадата в Хелзинки.
Чанов получава покана да продължи кариерата си в СКА (Тбилиси), но поради настояването на треньор на Шахтьор (Сталино) Александър Пономарьов при съдействието на промишления министър Александър Засядко преминава в тима на „миньорите“. Вратарят играе за Шахтьор до 1959 г., записвайки 99 мача в шампионата на СССР.
Умира на 14 май 2007 г. в Донецк.

## Успехи
- Шампион на СССР – 1950, 1951
- Купа на СССР – 1951
- Вратар на годината в Украинска СССР – 1958, 1959